# 梅松サービスエリア
梅松サービスエリア（メソンサービスエリア）は大韓民国京畿道華城市の西海岸高速道路上にあるサービスエリア。
本来本線料金所だった梅松料金所があったところである。

## 道路
- 西海岸高速道路

## 施設
- コーヒー専門店

## 隣
西海岸高速道路
(30) 飛鳳IC - 梅松SA - (31) 梅松IC